# Корам (Њујорк)
Корам (енгл. Coram) насељено је место без административног статуса у америчкој савезној држави Њујорк.

## Демографија
По попису из 2010. године број становника је 39.113, што је 4.19 (12,0%) становника више него 2000. године.
| Група             | 2000.          | 2010.          |
| Белци             | 26.897 (77,0%) | 27.073 (69,2%) |
| Афроамериканци    | 3.024 (8,7%)   | 4.127 (10,6%)  |
| Азијати           | 1.161 (3,3%)   | 1.975 (5,0%)   |
| Хиспаноамериканци | 3.314 (9,5%)   | 5.307 (13,6%)  |
| Укупно            | 34.923         | 39.113         |